# Bremer Pass
Der Bremer Pass ist ein Gebirgspass im ostantarktischen Viktorialand. In den Anare Mountains liegt er nordwestlich des Mount Bolt.
Wissenschaftler der deutschen Expedition GANOVEX I (1979–1980) nahmen seine Benennung vor. Namensgeberin ist die deutsche Hansestadt Bremen.